# Porrorchis maxvachoni
Porrorchis maxvachoni är en hakmaskart som först beskrevs av Yves-Jean Golvan och Brygoo 1965.  Porrorchis maxvachoni ingår i släktet Porrorchis och familjen Plagiorhynchidae. Inga underarter finns listade i Catalogue of Life.